# Chikuminuk Lake
Der Chikuminuk Lake ist ein 96,4 km² großer und 26 km langer See in der Dillingham Census Area im Südwesten des US-Bundesstaates Alaska. Der See glazialen Ursprungs liegt auf einer Höhe von 182 m im Wood-Tikchik State Park an der Ostflanke der Wood River Mountains, einem Gebirgszug der Kuskokwim Mountains, zwischen Lake Chauekuktuli im Süden und Upnuk Lake im Norden. Der Milk Creek, der wichtigste Zufluss, mündet in das östliche Seeende. Der Allen River entwässert den See nach Süden zum Lake Chauekuktuli. Das Einzugsgebiet des Chikuminuk Lake beträgt etwa 700 km².
Die Bezeichnung der Ureinwohner Alaskas für den See wurde 1915 vom U.S. Bureau of Fisheries als „Chikoominuk“ dokumentiert.